# BRAF
BRAF es un gen humano que codifica la proteína B-Raf. El gen también se conoce como protooncogén B-Raf y homólogo B del oncogén viral del sarcoma murino v-Raf, y el nombre formal de la proteína es serina/treonina proteína cinasa B-Raf.
La proteína B-Raf participa en el envío de señales que controlan el crecimiento celular. En 2002 se descubrió que algunos cánceres humanos presentaban mutaciones en esta proteína. Otras mutaciones hereditarias del gen BRAF también causan defectos congénitos.
Existen medicamentos para tratar los cánceres provocados por mutaciones del gen BRAF. Dos de ellos, vemurafenib  y dabrafenib, están aprobados para el tratamiento del melanoma avanzado.

## Función

Esquema de las vías de señalización en la apoptosis o muerte celular.

B-Raf es un miembro de la familia de proteínas cinasas Raf de transducción de señales de crecimiento. Participa en la regulación de la vía de señalización MAP cinasa/ERK, que se activa en los procesos celulares de  división, diferenciación y secreción.

## Estructura
B-Raf es una proteína cinasa específica de serina/treonina compuesta por 766 aminoácidos. Consta de tres dominios conservados, es decir, con secuencias similares a las de otras proteínas cinasas Raf: 
- Región conservada 1 (CR1), un dominio autorregulador que se une a la forma activada del regulador molecular Ras-GTP.[10]
- Región conservada 2 (CR2), una región bisagra con abundante serina.
- Región conservada 3 (CR3), el dominio catalítico característico de las proteínas cinasas que fosforila una secuencia de consenso en sustratos proteicos.[11]

En su conformación activa, B-Raf forma dímeros mediante enlaces de hidrógeno e interacciones electrostáticas entre los dominios cinasa (CR3). 

### CR1
La región conservada 1 (CR1) autoinhibe el dominio cinasa (CR3), por lo que la señalización por B-Raf está regulada en lugar de ser constitutiva. Los residuos 155–227  forman el dominio de unión de Ras (RBD), que se une al dominio efector de Ras-GTP para liberar CR1 y detener la inhibición de la cinasa. Los residuos 234-280 comprenden un motivo de dedo de zinc que se une a un éster forbol/ DAG y participa en el acoplamiento de B-Raf a la membrana después de la unión con el regulador Ras.

### CR2
La región conservada 2 (CR2) proporciona un enlace flexible que conecta CR1 y CR3 y actúa como una bisagra.

### CR3

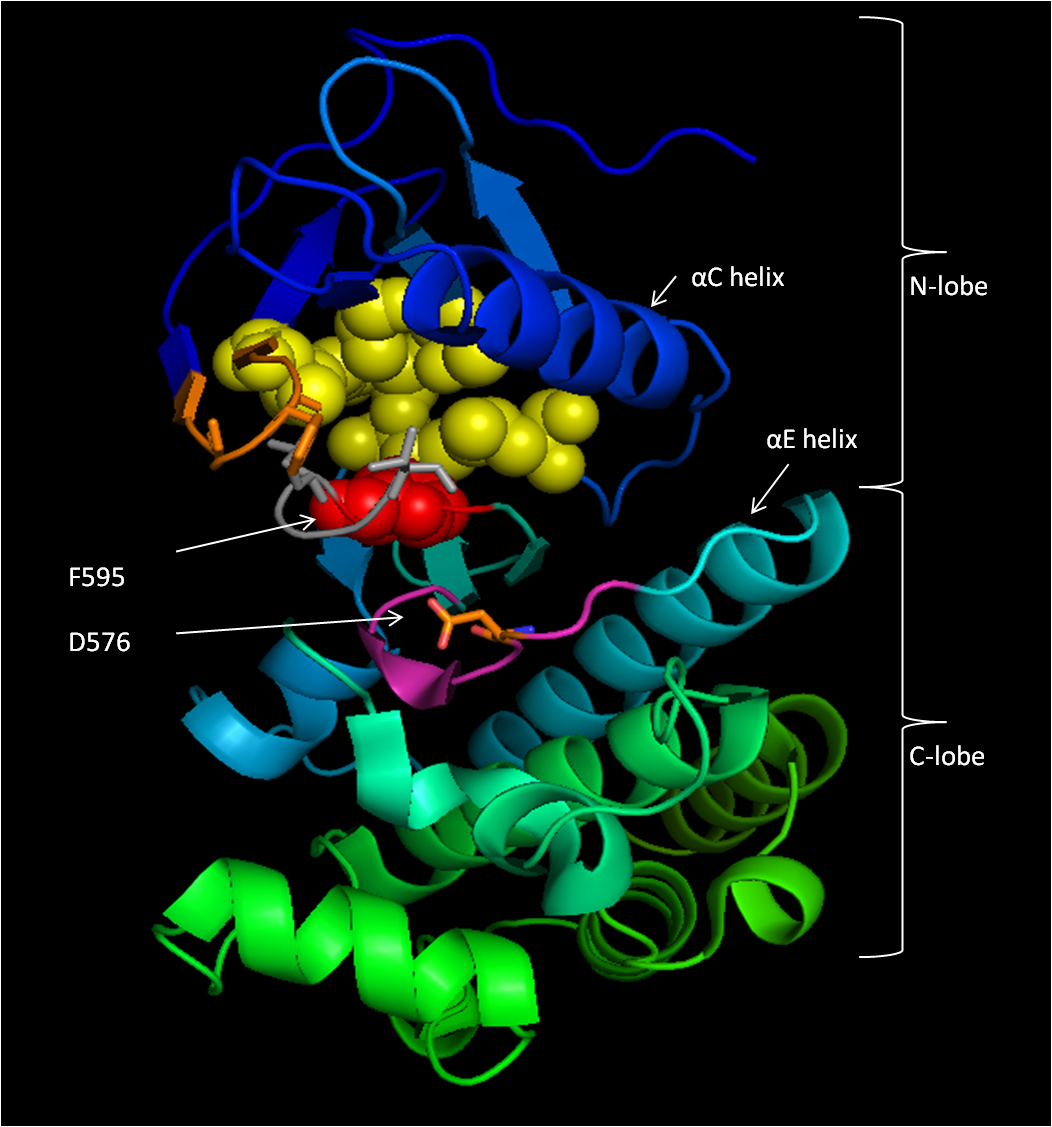
Figura 1: Conformación inactiva del dominio cinasa de B-Raf. Los aminoácidos representados con barras son los responsables de las interacciones hidrofóbicas entre el bucle P (en naranja) con el bucle de activación (en gris) que estabilizan la conformación de la cinasa inactiva. El residuo F595 (en rojo) bloquea la oquedad hidrofóbica (en amarillo) donde se une la adenina del ATP. D576 (representado en naranja) se muestra como parte del bucle catalítico (magenta). Figura modificada de la entrada del PDB 1UWH.

La región conservada 3 (CR3), que comprende los residuos 457-717, constituye el dominio enzimático de B-Raf. Esta estructura, conservada en gran parte, es bilobal y está conectada por una región de bisagra corta. El lóbulo N, de menor tamaño (residuos 457-530) es el principal responsable de la unión con el  ATP, mientras que el lóbulo C, más grande (residuos 535-717) se une a las proteínas del sustrato. El sitio activo ocupa la hendidura entre los dos lóbulos, y el residuo catalítico D576 se encuentra en el lóbulo C, orientado hacia el interior de esta hendidura.

#### Subregiones del dominio enzimático
El bucle P que comprende los residuos 464-471 estabiliza los grupos fosfato del ATP durante la unión del ATP a la enzima. En concreto, las amidas S467, F468 y G469 forman enlaces de hidrógeno con el β-fosfato del ATP. Los motivos funcionales de B-Raf descritos a continuación se han determinado mediante la comparación del dominio cinasa  con la proteína homóloga PKA:
- Hueco de unión de nucleótidos: V471, C532, W531, T529, L514 y A481 forman una oquedad hidrofóbica que aloja la adenina del ATP mediante atracciones de Van der Waals.[15][17]

- Bucle catalítico: Los residuos 574-581 contribuyen a la transferencia del γ-fosfato del ATP al sustrato proteico de B-Raf. En particular, D576 actúa como un aceptor de protones para activar el oxígeno hidroxilo nucleofílico en los residuos de serina o treonina del sustrato, lo que permite que se produzca la reacción de transferencia de fosfato mediada por catálisis básica.[15]

- Motivo DFG: D594, F595 y G596 forman un motivo central para la función de B-Raf en sus estados inactivo y activo. En el estado inactivo, F595 ocupa el hueco de unión de nucleótidos, donde impide la entrada de ATP con el resultado de una menor probabilidad de catálisis enzimática.[18][17][19] En el estado activo, D594 quela el ion de magnesio divalente que estabiliza los grupos β y γ-fosfato del ATP, orientando el γ-fosfato para la posterior transferencia.[15]

- Bucle de activación: Los residuos 596-600 exhiben fuertes interacciones hidrofóbicas con el bucle P en la conformación inactiva de la cinasa hasta que el bucle de activación se fosforila, y la presencia de carga negativa desestabiliza dichas interacciones y desencadena el cambio al estado activo de la vinasa. En concreto, L597 y V600 del bucle de activación interactúan con G466, F468 y V471 del bucle P para mantener el dominio cinasa inactivo hasta que se fosforila.[16]

## Enzimología
B-Raf es una serina/treonina proteína cinasa, es decir, cataliza la fosforilación por ATP de serina y treonina presentes en una secuencia de consenso en las proteínas sustrato. Los productos de esta reacción son ADP y la proteína sustrato fosforilada. La actividad de B-Raf como cinasa de transducción de señales está muy regulada y debe unirse al complejo Ras-GTP antes de activarse y adquirir su capacidad enzimática. En la forma activa de la B-Raf, su dominio catalítico provoca  que el oxígeno hidroxilo presente en los aminoácidos serina o treonina del sustrato activado ataque al grupo γ-fosfato del ATP mediante sustitución nucleofílica bimolecular.

### Activación

#### Cese de la autoinhibición de CR1
El dominio cinasa (CR3)  se inhibe mediante dos mecanismos: 
- autoinhibición por su propio dominio regulador CR1
- ausencia de fosforilación postraduccional de las serina y tirosina específicas en la región bisagra CR2.

Durante la activación de B-Raf, el dominio CR1 de la proteína se une al dominio efector de Ras-GTP. La interacción CR1-Ras se fortalece posteriormente a través de la unión del subdominio rico en cisteína (CRD) de CR1 a Ras y a los fosfolípidos de la membrana. B-Raf se fosforila constitutivamente en la serina S445 del dominio CR2. La fosfoserina cargada negativamente repele inmediatamente al recién liberado dominio CR1 a través de interacciones estéricas y electrostáticas y  el dominio cinasa CR3 queda disponible para interactuar con las proteínas del sustrato.

#### Activación del dominio CR3
Tras la repulsión del dominio regulador autoinhibitorio CR1, el dominio cinasa CR3 de B-Raf adquiere su conformación activa para unirse al ATP antes de poder catalizar la fosforilación de la proteína. En la conformación inactiva, F595 del motivo DFG bloquea la oquedad hidrofóbica que aloja a la adenina del ATP mientras que los residuos del bucle de activación forman interacciones hidrofóbicas con el bucle P, impidiendo el acceso del ATP. Cuando el bucle de activación está fosforilado, la carga negativa del fosfato es inestable en el entorno hidrofóbico del bucle P. Como resultado, el bucle de activación cambia de conformación y se extiende por el lóbulo C del dominio cinasa. En este proceso, forma una lámina beta con la cadena β6, lo que estabiliza la nueva conformación. El residuo fosforilado forma un puente salino con K 507 y fija el bucle de activación. El motivo DFG cambia de conformación y  F 595 se desplaza hacia  sitio de unión del nucleótido de adenina y hacia una oquedad hidrofóbica bordeada por las hélices αC y αE. Estos movimientos conjuntos exponen el sitio de unión de ATP.

### Mecanismo de catálisis

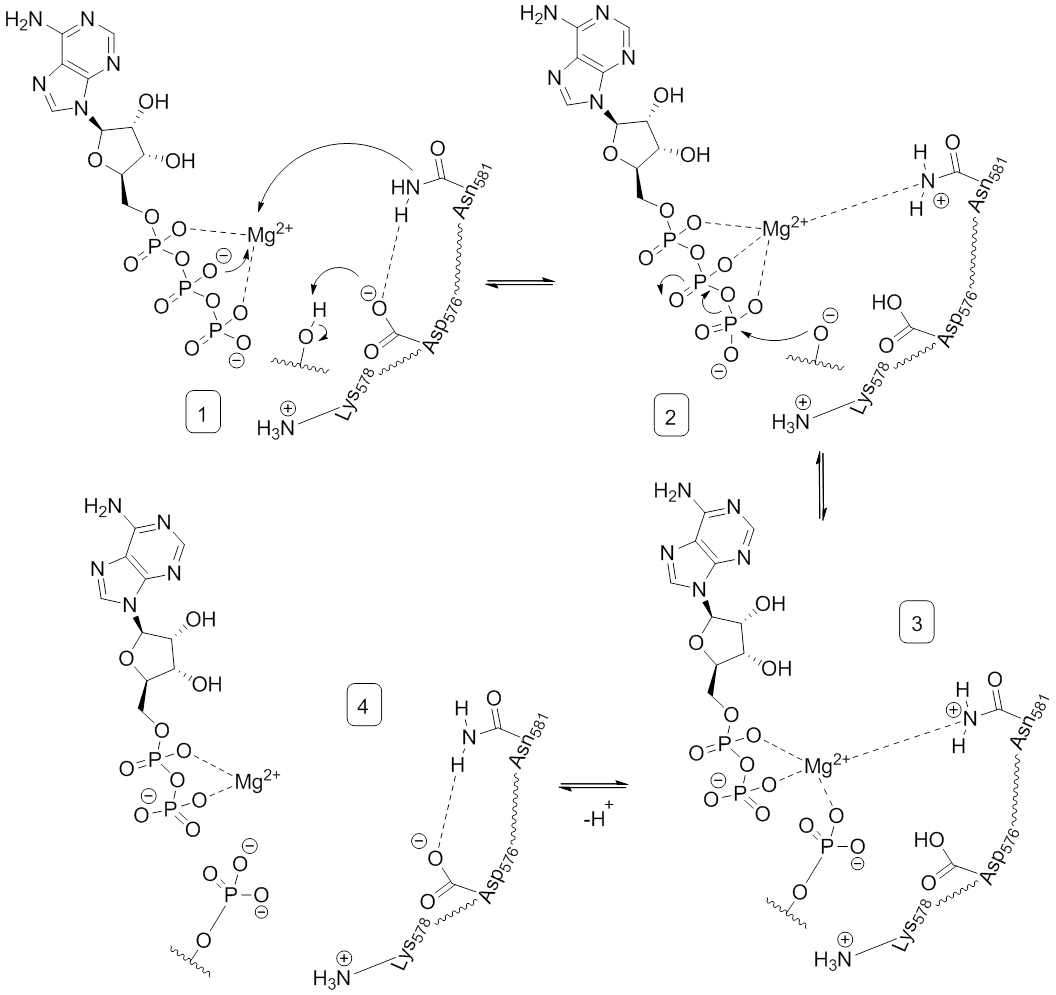
Figura 2: Ataque nucleofílico al grupo γ-fosfato del ATP por el sustrato de serina/treonina. Paso 1: quelación de un ion de magnesio secundario por N581 y desprotonación del sustrato Ser/Thr por D576. Paso 2: ataque nucleofílico al γ-fosfato de ATP del hidroxilo del sustrato activado. Paso 3: el complejo de magnesio se descompone y D576 se desprotona. Paso 4: liberación de productos.

Para catalizar eficazmente la fosforilación de proteínas, B-Raf primero debe unirse al ATP y luego estabilizar el estado de transición a medida que se transfiere el γ-fosfato del ATP a los residuos de serina y treonina, con ADP como grupo saliente.

#### Unión al ATP
B-Raf se une al ATP anclando el nucleótido de adenina en una oquedad hidrofóbica y orientando la molécula mediante enlaces de hidrógeno e interacciones electrostáticas con grupos fosfato. Conjuntamente con el bucle P y el motivo DFG, los aminoácidos K483 y E501 desempeñan funciones clave en la estabilización de los grupos fosfato no transferibles. La carga positiva de la amina primaria de K483 le permite estabilizar la carga negativa de los grupos fosfato α y β del ATP durante la unión. Cuando no hay ATP presente, la carga negativa del grupo carboxilo de E501 equilibra esta amina.

#### Fosforilación
Una vez que el ATP se une al dominio cinasa, el aminoácido D576 del bucle catalítico activa un grupo hidroxilo del sustrato, lo que  impulsa cinéticamente la reacción de fosforilación; al mismo tiempo, otros residuos del bucle catalítico estabilizan el estado de transición (Figura 2). N581 quela el catión de magnesio divalente asociado con ATP y orienta la molécula para una sustitución óptima. K578 neutraliza la carga negativa del grupo γ-fosfato del ATP de modo que el sustrato activado no experimente una repulsión electrón-electrón al atacar al fosfato. Después de transferirse grupo fosfato, se liberan ADP y la fosfoproteína.

### Inhibidores
Dado que las mutaciones constitutivamente activas de B-Raf comúnmente causan cáncer al enviar excesivas señales a las células para que crezcan, los inhibidores de B-Raf para conformaciones inactivas y activas del dominio cinasa soon potenciales candidatos para tratar el cáncer.

#### Sorafenib

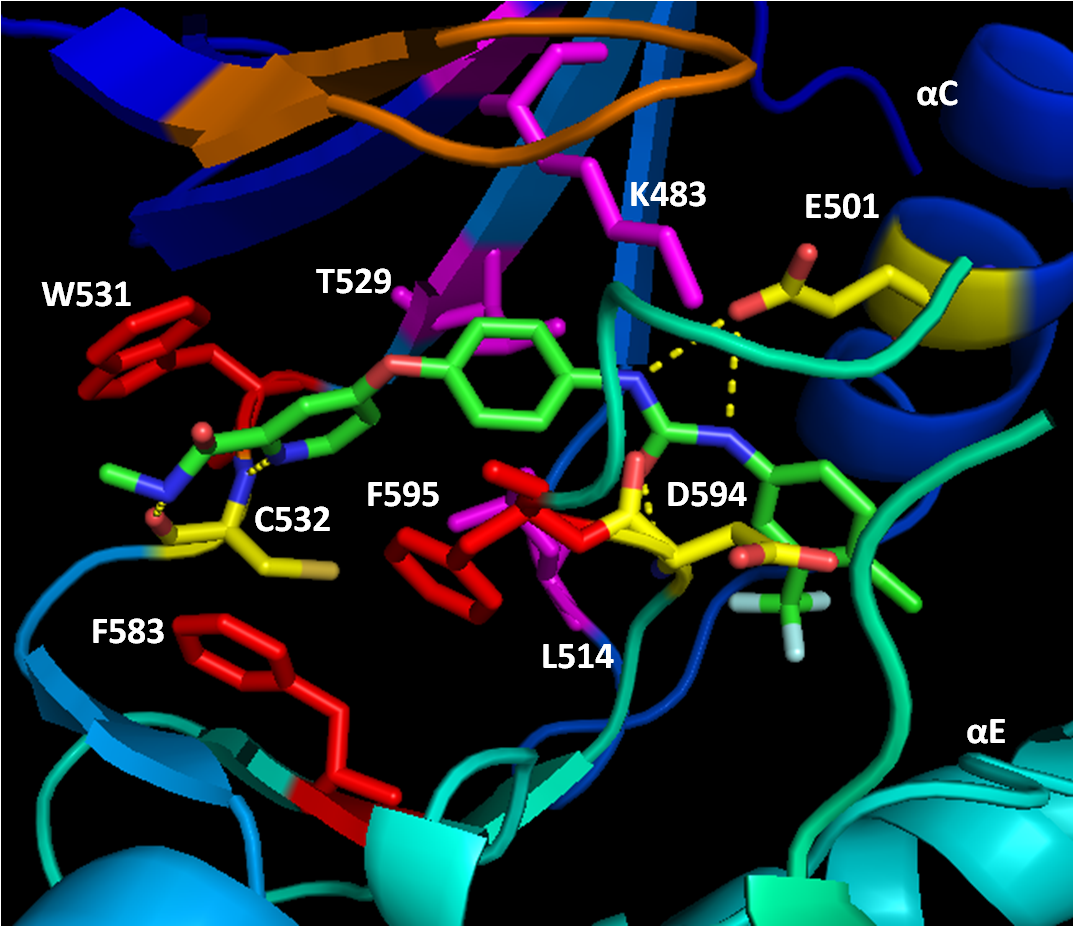
Figura 3: Dominio cinasa (CR3) bloqueado en la conformación inactiva por el compuesto BAY43-9006. BAY43-9006 ocupa el sitio de unión de ATP mediante interacciones hidrofóbicas anclan mientras que los enlaces de hidrógeno del grupo urea atrapan a D594 del motivo DFG. Además, el anillo de trifluorometil fenilo impide por bloqueo estérico el movimiento del motivo DFG y del bucle de activación necesario para adoptar la conformación activa de B-Raf.

BAY43-9006, conocido como sorafenib o nexavar) es un inhibidor de B-Raf y C-Raf con la mutación V600E, aprobado para el tratamiento del cáncer primario de hígado y riñón. Bay43-9006 desactiva el dominio cinasa (CR3) bloqueando la enzima en su forma inactiva: El inhibidor presenta una alta afinidad por el dominio cinasa, por lo que ocupa de manera preferencial y bloquea la oquedad de unión de ATP. También establece enlaces con aminoácidos clave del el bucle de activación y el motivo DFG lo que impide a estos elementos adoptar la conformación activa. Finalmente, el grupo trifluorometil fenilo del compuesto bloquea estéricamente el motivo DFG y el bucle de activación, de modo que el dominio cinasa permanece inactivado.
El anillo piridilo distal de BAY43-9006 permanece anclado en la oqueda de unión de ATP mediante interacciones hidrofóbicas con W531, F583 y F595. Las interacciones hidrofóbicas con F583 en el bucle catalítico  y F595 del motivo DFG estabilizan la conformación inactiva de estas estructuras, disminuyendo la probabilidad de activación enzimática. La interacción hidrofóbica adicional de K483, L514 y T529 con el anillo de fenilo central aumenta la afinidad del dominio cinasa por el inhibidor. La interacción hidrofóbica de F595 con el anillo central bloquea aún más el cambio de conformación de DFG. Finalmente, las interacciones polares de BAY43-9006 con el dominio cinasa afianzan la afinidad de la enzima por el inhibidor y estabilizan a DFG en la conformación inactiva.  E501 y C532  forman enlaces de hidrógeno con los grupos urea y piridilos del inhibidor respectivamente, mientras que el carbonilo de la urea acepta un enlace de hidrógeno del nitrógeno amida de la cadena principal de D594 para fijar la posición del motivo DFG.
El grupo trifluorometil fenilo de BAY43-9006 consolida la favorabilidad termodinámica de la conformación inactiva  al bloquear estéricamente la oquedad hidrofóbica entre las hélices αC y αE e impedir de este modo que el motivo DFG y el bucle de activación se desplacen hacia esta oquedad para conformar la forma activa de la proteína.

#### Vemurafenib

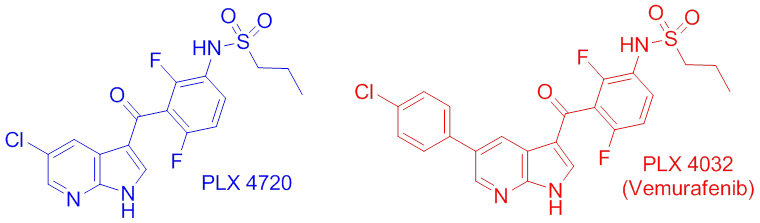
Figura 4: Estructuras de Vemurafenib (derecha) y su precursor, PLX 4720 (izquierda), dos inhibidores de la conformación activa del dominio cinasa de B-Raf

PLX4032 (vemurafenib) es un inhibidor de la B-Raf con la mutación V600, usado para el tratamiento del melanoma en etapa avanzada. A diferencia de BAY43-9006, que inhibe la forma inactiva del dominio cinasa, el vemurafenib inhibe la forma activa de la cinasa enlazándose firmemente al sitio de unión del ATP. Al inhibir únicamente la forma activa de la quinasa, vemurafenib inhibe selectivamente la proliferación de células donde B-Raf no está regulada, como es el caso normal de aquellas que causan cáncer.
PLX4720 es un precursor del vemurafenib del que se diferencia por un anillo de fenilo añadido por razones farmacocinéticas. Su modo de acción es equivalente y tiene alta afinidad por el sitio de unión de ATP en parte porque su región de anclaje, un 7-aza indol bicíclico, es similar a la adenina excepto en dos posiciones donde los átomos de nitrógeno son reemplazados por carbono. Por este motivo se conservan fuertes interacciones intermoleculares como el enlace de hidrógeno N7 a C532 y el enlace de hidrógeno N1 a Q530. 
El excelente encaje dentro de la oquedad de unión de ATP  también contribuye a la estabilidad del complejo. Un enlace de hidrógeno con una molécula de agua y el alojamiento del grupo difluorofenilo en el bolsillo hidrofóbico conformado por los aminoácidos  A481, V482, K483, V471, I527, T529, L514 y F583 contribuyen a una afinidad de unión excepcionalmente alta en general. La unión selectiva a la forma activa  de la proteína se logra mediante el grupo propilo terminal que se une a una superficie expuesta por el desplazamiento de la hélice αC. La selectividad para la conformación activa de la cinasa aumenta aún más mediante un grupo sulfonamida desprotonado sensible al pH que se estabiliza mediante enlaces de hidrógeno con el grupo NH de D594 en el estado activo. En el estado inactivo, el grupo sulfonamida del inhibidor interactúa con el grupo carbonilo de D594, lo que genera repulsión. Por tanto, Vemurafenib se une preferentemente al estado activo del dominio cinasa.

## Enfermedades
Las mutaciones en el gen BRAF pueden heredarse y causar defectos de nacimiento. También pueden aparecer más tarde en la vida y causar cáncer.
Las mutaciones hereditarias en este gen causan el síndrome cardiofaciocutáneo, una enfermedad caracterizada por defectos cardíacos, retraso mental y una apariencia facial distintiva.
Se han encontrado mutaciones en este gen en varios tipos de cáncer, como el linfoma no hodgkiniano, el  cáncer colorrectal, el melanoma maligno, el carcinoma papilar de tiroides, el carcinoma de pulmón no microcítico, el adenocarcinoma de pulmón, el carcinoma neuroendocrino, tumores cerebrales como el glioblastoma y el xantoastrocitoma pleomórfico, así como enfermedades inflamatorias como la enfermedad de Erdheim-Chester.

### Mutantes
Se han identificado más de 30 mutaciones del gen BRAF asociadas con cánceres humanos. La frecuencia de las mutaciones BRAF varía ampliamente en los cánceres humanos, desde más del 80 % en melanomas y nevos, hasta tan solo el 0-18 % en otros tumores, como el 1-3% en cánceres de pulmón y el 5% en el cáncer colorrectal. En el 90 % de los casos, la timina del nucleótido 1799 muta en una adenina, con el resultado de que la valina (V) en el codón 600 pasa a ser glutamato (E) (V600E). Esta mutación es muy frecuente en el carcinoma papilar de tiroides, el cáncer colorrectal, el melanoma y el cáncer de pulmón no microcítico; está presente en el 57 % de los pacientes con histiocitosis de células de Langerhans y es una mutación impulsora probable en el 100 % de los casos de leucemia de células pilosas. Asimismo se ha detectado una alta frecuencia de esta mutación en el ameloblastoma, una neoplasia odontogénica benigna pero localmente infiltrativa. También puede estar vinculada a ciertos casos de desarrollo de craneofaringioma papilar.
Otras mutaciones detectadas son R461I, I462S, G463E, G463V, G465A, G465E, G465V, G468A, G468E, G469R, N580S, E585K, D593V, F594L, G595R, L596V, T598I, V599D, V599E, V599K, V599R, V600K, A727V, etc. La mayoría de estas mutaciones aparece en dos regiones: el bucle P rico en glicina del lóbulo N y el segmento de activación y las regiones adyacentes. Estas mutaciones reconfiguran el segmento de activación del estado inactivo al estado activo. Las mutaciones también pueden afectar la activación de ERK por la vía MAPK/ERK. La mayoría aumenta la trasducción de señales; sin embargo, algunos mutantes actúan a través de un mecanismo diferente, adoptando una conformación que activa C-Raf, que luego envía señales a ERK.

## Medicamentos
La estructura y función de B-Raf están bien caracterizadas, lo que convierte a esta molécula en un objetivo ideal para combatir las enfermedades en las que está involucrada. Varias empresas farmacéuticas están desarrollando inhibidores específicos de la proteína B-raf mutada para uso anticancerígeno.
La Administración de Alimentos y Medicamentos de los Estados Unidos (FDA) autorizó vemurafenib (RG7204 o PLX4032) como Zelboraf para el tratamiento de melanoma metastásico en pacientes con la mutación V600 en el gen BRAF  en agosto de 2011, basándose en datos clínicos de fase III. Se observó una mejor supervivencia, así como una tasa de respuesta al tratamiento del 53 %, en comparación con el 7–12 % con el mejor tratamiento quimioterapéutico anterior, la dacarbacina.  La Comisión Europea aprobó el vemurafenib en  febrero de 2012.
A pesar de la alta eficacia de este fármaco, los tumores pueden desarrollar resistencia al tratamiento. En ratones, el 20 % de los tumores se vuelven resistentes después de 56 días. Aunque los mecanismos de esta resistencia aún son objeto de controversia, las hipótesis apuntan a la sobreexpresión de B-Raf para compensar las altas concentraciones de Vemurafenib o a la regulación positiva de la señalización de crecimiento.
Otros inhibidores de B-Raf más generales con potencial teurapéutico son el GDC-0879, el PLX-4720, el sorafenib, el dabrafenib y el encorafenib.
En junio de 2013 la Agencia Europea del Medicamento autorizó el uso de Tafinlar (con el ingrediente activo dabrafenib). El uso de Tafinlar está indicado  contra el melanoma y avanzado y el cáncer de pulmon no microcítico, en combinación con trametinib. La FDA aprobó en junio de 2022 el dabrafenib en combinación con trametinib para el tratamiento de todos los tumores sólidos metastásicos con la mutación V600E. En ensayos clínicos, B-Raf aumentó las posibilidades de supervivencia de los pacientes con melanoma metastásico. 
Braftovi, que contiene encorafenib, está aprobado por la Agencia Europea del Medicamento para uso con el melanoma y cáncer de pulmón en combinación con binimetidib. El encorafenib también se usa junto con cetuximab para tratar el cáncer colorectal.

#### Inhibidores panRAF
Belvarafenib se clasifica como un inhibidor panRAF. Estos inhibidores bloquean la función catalítica de B-Raf mutadas.